# 卡拉卡爾帕克斯坦共和國
卡拉卡爾帕克共和國是烏茲別克斯坦境內唯一的自治共和国，位於烏茲別克西部，咸海的东南和西南。面积16.49万平方公里，人口124.5万（1990年），首都是努库斯。有卡拉卡尔帕克人、乌兹别克人、哈萨克人、土库曼人、俄罗斯人等。其中卡拉卡尔帕克人40万，哈萨克人30万，乌兹别克人40万。这里是古代花剌子模轄地。
1925年2月19日，苏联建立卡拉-卡尔帕克自治州，隶属吉尔吉斯自治社会主义苏维埃共和国（今哈萨克斯坦）。1932年，升格为卡拉卡尔帕克苏维埃社会主义自治共和国。1936年，乌兹别克苏维埃社会主义共和国说服苏联中央把卡拉卡尔帕克斯坦划入它的版图。1991年乌兹别克斯坦从苏联独立后，成为它的一个自治共和国。
该共和国由东往西分别是沙漠、河谷三角洲和高原，属大陆性气候。该共和国有丰富的食盐、芒硝、石油和天然气。工业部门有棉花、畜产品和渔产品等。這裡主要居民是卡拉卡爾帕克人，屬突厥語族欽察語支，曾属于阿拉什自治国。

## 政治
卡拉卡尔帕克斯坦共和国正式拥有主权，与乌兹别克斯坦就有关它的决定拥有否决权。根据宪法，卡拉卡尔帕克斯坦和乌兹别克斯坦之间的关系“受条约和协定的管制”，任何争端都是“通过和解的方式解决的”。其脱离权受到乌兹别克斯坦立法机构对任何脱离决定的否决权的限制。 《乌兹别克斯坦宪法》第十七章第74条规定：“卡拉卡尔帕克斯坦共和国有权在卡拉卡尔帕克斯坦人民举行的全国公民投票的基础上脱离乌兹别克斯坦共和国。”2022年7月，乌兹别克斯坦修宪动议取消该共和国自治权，引发当地居民强烈不满，继而爆发骚乱。

## 經濟
早年以漁业为主，但烏兹别克政府數十年來抽走阿姆河水用作种植棉花，令鹹海水位不斷下降，加上氣候十分乾旱和少雨，以及近年鹹海出現乾涸，大大增加了沙塵暴發生機會，成为烏兹别克环境最差地区。
该区域经济过去严重依赖咸海的渔业。它现在由棉花、大米和甜瓜支撑。阿姆河上一座苏联建造的大型电站的水力发电也很重要。阿姆河三角洲曾是人口稠密的地区，数千年来一直支持广泛的灌溉农业。在花拉子模，该地区获得了相当大的权力和繁荣。然而，几个世纪以来，由于人类在20世纪末导致咸海蒸发而加速的逐渐气候变化，在该地区造成了一个荒凉的景象。古老的河流、湖泊、芦荟沼泽、森林和农场绿洲正在干涸，被风源盐和咸海干涸的床上的肥料和农药残留物毒害。夏季气温上升了10°C，冬季气温下降了10°C。贫血、呼吸系统疾病和其他健康问题的发病率急剧上升。 

## 政府官网
- www.karakalpak.com/stan.html （页面存档备份，存于） （英文）